# Eleonore Baur
Eleonore Baur, geborene Mayr (* 7. September 1885 in Kirchdorf am Haunpold bei Bad Aibling; † 18. Mai 1981 in Oberhaching), genannt Schwester Pia, war eine deutsche Nationalsozialistin der ersten Stunde und persönliche Freundin Adolf Hitlers. Baur hatte im Konzentrationslager Dachau dieselben Privilegien wie ein SS-Oberführer. In ihrem privaten Wohnhaus in Deisenhofen bei Oberhaching war zeitweise ein Außenkommando des KZ Dachau zur Zwangsarbeit eingesetzt.

## Biographie

### Leben
Von spärlichen Angaben abgesehen, ist über das Leben von Baur bis 1919 fast nichts bekannt, viele Daten stützen sich auf ihre eigenen Aussagen in richterlichen Vernehmungen.
Dabei beschreibt sie ihre schwere Kindheit: Die Mutter sei kurz nach ihrer Geburt verstorben, ihr Vater habe etwa sechs Jahre später wieder geheiratet. Von der Stiefmutter fühlte sie sich schlecht behandelt, sie musste täglich um kurz nach vier Uhr morgens aufstehen und in München Milch austragen. Sie habe bis 1898 sieben Jahre die Volksschule besucht und im Alter von 14 Jahren am Tag der Schulentlassung eine Stelle als Dienstmädchen bei einer Hebamme annehmen müssen. Einen Beruf hatte sie nicht erlernt. Da der Lohn gering war, habe sie bei Privatfamilien und Gasthäusern Gelegenheitsarbeiten angenommen. 1905 sei sie mit einer befreundeten Krankenschwester nach Ägypten gereist und dort in einem deutschen Krankenhaus zur Krankenschwester ausgebildet worden.
Im gleichen Jahr brachte sie einen Sohn namens Wilhelm zur Welt. Diesen übergab sie vor Reiseantritt der Obhut ihrer Stiefmutter. Der Vater des unehelichen Sohnes war ihren Angaben zufolge ein Jurastudent, der 1938 tödlich verunglückte.
Nach zwei Jahren Aufenthalt in Ägypten kehrte sie nach Deutschland zurück. In München habe sie als private Krankenschwester gearbeitet und von dem „Gelben Kreuz“, einer Vereinigung von Krankenschwestern, den Namen „Schwester Pia“ erhalten. 1908 oder 1909 heiratete sie den Maschineningenieur Ludwig Baur. Die „reine Versorgungsehe“ wurde nach fünf oder sechs Jahren geschieden. An genaue Jahreszahlen konnte Baur sich während dieser Aussage aber nicht erinnern. In späterer richterlicher Vernehmung gab sie an, sie habe während des Ersten Weltkriegs in ihrer Münchner Wohnung Kranke gepflegt. Über politische Tätigkeit ist bis zu diesem Zeitpunkt nichts bekannt.
Ihr unehelicher Sohn Wilhelm Baur (* 1905; † 1945) wurde von ihrem Ehemann adoptiert. Er machte später Karriere als Leiter des Zentralverlags der NSDAP, Vizepräsident der Reichsschrifttumskammer und ab 1934 Vorsteher des Börsenvereins des Deutschen Buchhandels. Er fiel 1945 während der Schlacht um Berlin.

### Politische Laufbahn
Im Frühjahr 1919, in den Wochen der Räteherrschaft in München, habe sie in den Kampftagen eine improvisierte Rettungsstation für Verwundete eingerichtet.
Am 19. Februar 1920 traf sie ihrer eigenen Aussage nach in der Tram auf die Zivilisten Anton Drexler und Adolf Hitler. Sie hatte ihre Station überfahren und sollte nachzahlen. Da sie kein Geld dabei hatte, zahlte Drexler hilfsbereit den Betrag für sie. Durch diesen Vorfall kam sie mit „der Bewegung“ in Berührung, besuchte von da an Versammlungen im Sterneckerbräu, gehörte bald zu den allerersten Mitgliedern der DAP und somit der NSDAP (Mitgliedsnummer 506).
Am 11. März 1920 demonstrierten auf der Theresienwiese Frauen gegen die Polizei. Baur kam zufällig vorbei und rief den Demonstrantinnen zu, sie sollten nicht die Polizei beschimpfen, sondern diejenigen, die an allem Unglück schuld seien: „Acht Pfund Weizenmehl und ein Pfund Zucker bekommen die Juden, und wir bekommen einen Dreck.“ Die Leute sollten sich bei den Juden etwas holen, die Lebensmittel sogar speichern könnten. Baur wurde der „Aufreizung zum Klassenhass“ angeklagt, das Gericht sprach sie frei. Sie habe in unverantwortlicher Weise gegen Juden gehetzt, aber ihr sei ferngelegen, die Menge zur Begehung von Gewalttätigkeiten gegen die Juden und deren Eigentum aufzufordern.
Als Sanitäterin nahm sie an den Kämpfen des Freikorps Oberland – eines 1919 im Umfeld der rechtsextremen Thulegesellschaft entstandenen und 1921 als „Bund Oberland“ neu gegründeten freiwilligen militärischen Verbandes, der zum Umfeld der Hitlerbewegung zählte – in Schlesien teil und wurde am 21. Mai 1921 am Oberschenkel verwundet.
Am 9. November 1923 war sie aktiv am Hitler-Ludendorff-Putsch beteiligt – sie marschierte angeblich in der vierten Reihe – und hatte als erste die Verwundeten geborgen, wie sie später aussagte. Angeblich schützte sie Hitler mit ihrem Körper davor, von Kugeln getroffen zu werden.
Nach dem Verbot der NSDAP bis zur Machtübernahme im Jahr 1933 habe sie sich eigenen Angaben zufolge nicht mehr um die Politik gekümmert. 1923 heiratete sie zum zweiten Mal, den zehn Jahre jüngeren Hoteldirektor Sponseil. Die Ehe wurde 1933 geschieden. In den letzten Jahren der Ehe versuchte sie, ein Hautöl zu vermarkten; das Rezept hatte sie aus Ägypten mitgebracht. Ein Hamburger Pharmaunternehmen kaufte ihr das Rezept für 10.000 RM ab.
Himmler stellte sie 1934 als „Fürsorgeschwester in der Reichsführung SS“ mit Privilegien einer SS-Oberführerin ein. Baur rühmte sich später ihrer guten Kontakte zum Reichsführer SS, nannte ihn „meine schwarze Perle“. Am 8. November 1934 verlieh Hitler ihr den Blutorden für ihre Teilnahme beim Marsch auf die Feldherrnhalle. Bei dieser Verleihung genehmigte ihr Hitler ihren Wunsch, als Krankenschwester im KZ Dachau tätig zu sein. Noch im November 1938 war sie die bis dahin einzige mit dem Orden ausgezeichnete Frau. Am 10. November 1937 beantragte sie die Aufnahme in die 1925 neu gegründete NSDAP und wurde rückwirkend zum 1. Mai 1937 aufgenommen (Mitgliedsnummer 5.096.034).
Die KZ-Häftlinge in Dachau hielten sie für eine SS-Oberführerin, da sie im Lager jederzeit und ohne Begleitung von Wachpersonal das Konzentrationslager Dachau betreten und verlassen durfte. Die SS-Wachen hatten ihr Meldung zu erstatten, die Gefangenen und die SS-Dienstgrade mussten sie grüßen. Sie selbst bestritt später, eine SS-Oberführerin gewesen zu sein, es sind auch keine historischen Dokumente hierzu vorhanden. In Uniform der braunen Krankenschwestern besuchte sie das Lager, sie ließ durch ihren SS-Chauffeur Rudolf Wirth Lebensmittel aus der Lagerküche mitnehmen, auch in den kargen Kriegsjahren, angeblich auch für ihre beiden Hunde. Dinge wie Bettwäsche und Häftlingswäsche nahm sie aus den Vorräten mit. Das Personal hielt sie nicht davon ab. Als persönliche Freundin Hitlers hatte sie Einfluss, ob jemand befördert oder an die Ostfront versetzt wurde.
Zu Weihnachten verteilte sie kleine Pakete mit Keksen; es ist nicht bekannt, ob diese von ihr selbst finanziert wurden. Bei ihren Besuchen ermahnte sie die politischen Häftlinge, dem Führer Treue zu halten, belehrte und beschimpfte sie. Hitler hatte ihr eine Villa mit Garten in Oberhaching geschenkt, die mit Gegenständen aus den Werkstätten des KZ Dachau ausgestattet war.
Ein eigenes Arbeitskommando von zwei bis vier Häftlingen war ihr für die Villa unterstellt. Sie ließ sich eine Garage, einen Schuppen, ein Badehaus und einen Bunker bauen. Einem der jungen Häftlinge, Max Leopold, an dem sie Gefallen fand, obwohl er jüdisch war, versprach sie, er werde zu Weihnachten entlassen. Doch dieser wandte sich, als er aus dem Lager entlassen war, dem Dienstmädchen aus der Villa zu. Bald darauf starb er unter ungeklärten Umständen. Ein weiterer Häftling ihres Arbeitskommandos kam ähnlich zu Tode, nachdem er ihre Zudringlichkeit nicht erwidert hatte. Er wurde angeblich „auf der Flucht erschossen“.

## Gerichtsverfahren
Baur wurde am 5. Mai 1945 verhaftet und kurz darauf wieder freigelassen. Das Counter Intelligence Corps der US-Army nahm sie am 12. Juli erneut fest.
Im August 1949 wurde gegen sie ein Ermittlungsverfahren wegen Beihilfe zum Mord eingeleitet. Baur gestand dreimalige Teilnahme an Raschers Unterkühlungsversuchen, die oft tödlich endeten. Das Landgericht hörte etwa 100 Zeugen. Die Anklage basierte größtenteils auf Walter Neffs Aussage, er selbst habe sie zweimal bei Versuchen angetroffen. Die Ärzte Holzlöhner und Finke hätten zuvor vorgeschlagen, eine leichte Narkose zu verabreichen. Sie habe protestiert, sich eingemischt und Rascher unterstützt. Raschers Versuche seien dann ohne Narkose durchgeführt worden. Darauf soll Finke gesagt haben, sie habe hier nichts zu suchen, und sie habe den Raum dann verlassen. Die 1. Strafkammer des Landgerichts München kam zu dem Schluss, dass „die Beweise für eine Beihilfe zu einem Verbrechen des Mordes, der Körperverletzung mit Todesfolge oder der gefährlichen Körperverletzung als ungenügend“ zu erachten sind.
Unabhängig davon wurde nach dem „Gesetz zur Befreiung vom Nationalsozialismus und Militarismus“ im Rahmen der Entnazifizierung eine zweite Anklage gegen sie erhoben. Die Hauptspruchkammer hörte 44 Zeugen. Aus den Aussagen ergab sich ein widersprüchliches Bild. Sie habe keine aktiven Verbrechen begangen, aber die Arbeitskraft der Häftlinge in ihrer Villa stark ausgenutzt. Sie war eine glühende Nationalsozialistin und Antisemitin und habe ihre Beziehungen zu den höchsten Parteikreisen dazu benutzt, Nachbarn und Bekannte in Angst zu versetzen. Eine Nachbarin, Maria Hohenester, kam denunziert in siebenwöchige Untersuchungshaft. Aussagen beschrieben ihren Charakter mehrheitlich als unberechenbar, launisch, hysterisch. Ein Zeuge beschrieb, wie sie an den Malaria-Experimenten von Schilling teilnahm. Ein anderer Zeuge, Alois Siegl, beschrieb sie als „selten edle und gütige Frau“, da sie den Kapo Deiner, welcher zuvor Siegl niedergeschlagen hatte, in die Schranken verwies. Zudem habe sie sich im Jahre 1943 oder 1944 bei Himmler dafür starkgemacht, dass der SS-Lagerführer Kampe abgelöst werde, da er zu roh gewesen sei. Dies geschah, Himmler habe ihr aber danach den Zutritt zum Lager verboten. Der SS-Mann Rudolf Wirth, der ihr von Ende Februar als Chauffeur zugeteilt war, bestätigte, dass sie ab etwa dem Jahr 1943 das Lager nicht mehr habe betreten dürfen. Er gab als Grund an, Baur habe versucht, Briefe weiblicher Gefangener hinauszuschmuggeln. Ein anderer Zeuge gab an, Baur sei mit den meisten SS-Führern per Du gewesen und im Führerkeller habe ein Bild von ihr gehangen, mit der Aufschrift „Schwester Pia, unser bester SS-Mann“. Ihre Haushälterin Carolina Neulein berichtete, dass häufig SS-Führer im Haus zu Besuch waren, teilweise auch die SS-Kapelle musizierte, auch, dass Baur gern sagte: „Es gibt nur einen Friedrich den Großen, es gibt nur einen Adolf Hitler, es gibt nur eine Schwester Pia.“ Die meisten positiven Zeugenaussagen kamen von deutschen und österreichischen Geistlichen. Diese gaben an, dass sie durch ihre Machtposition einigen Häftlingen, größtenteils deutschstämmigen Pfarrern, geholfen habe. Sie habe ihnen Brot gebracht und sich bei einigen um Freilassung bemüht. Davon ausgenommen waren polnische Geistliche.
Sie wurde am 26. August 1949 im Rahmen der Entnazifizierung zu zehn Jahren Zwangsarbeit verurteilt, was die schärfste Strafe im Entnazifizierungsgesetz war, ebenso zum Verlust ihrer bürgerlichen Rechte und zur Beschlagnahme ihres Besitzes bis auf einen Restbetrag von 1.000 DM. Sie legte Berufung ein. Die Berufungskammer reduzierte das Strafmaß am 20. Februar 1951 auf acht Jahre, was keine Konsequenzen mehr hatte.
Bereits im Juni 1950, acht Monate nach dem Urteilsspruch, war sie aus gesundheitlichen Gründen aus der Haft entlassen worden. Sie gelangte wieder in den Besitz ihrer Villa. Später stellte sie einen Antrag auf Kriegsgefangenenentschädigung. Ob dies gewährt wurde, ist aus den Akten nicht ersichtlich.
Über dreißig Jahre später verstarb sie 1981 im Alter von 95 Jahren. Im Münchner Merkur erschien eine Todesanzeige der Kameradschaft Freikorps Oberland/Bund Oberland mit dem Spruch „Ihre Ehre hieß Treue – Ihr Leben galt Deutschland“. Die Anzeige unterzeichnete stellvertretend Fridolin von Spaun. Auf ihrem Grabkreuz in Deisenhofen stand geschrieben: „Schwester Pia, Ein Leben für Deutschland“.

## Filme
- Thomas Hausner: Hitler und die Frauen. MDR Sendung vom 21. Januar 2003.